# Synne Vo

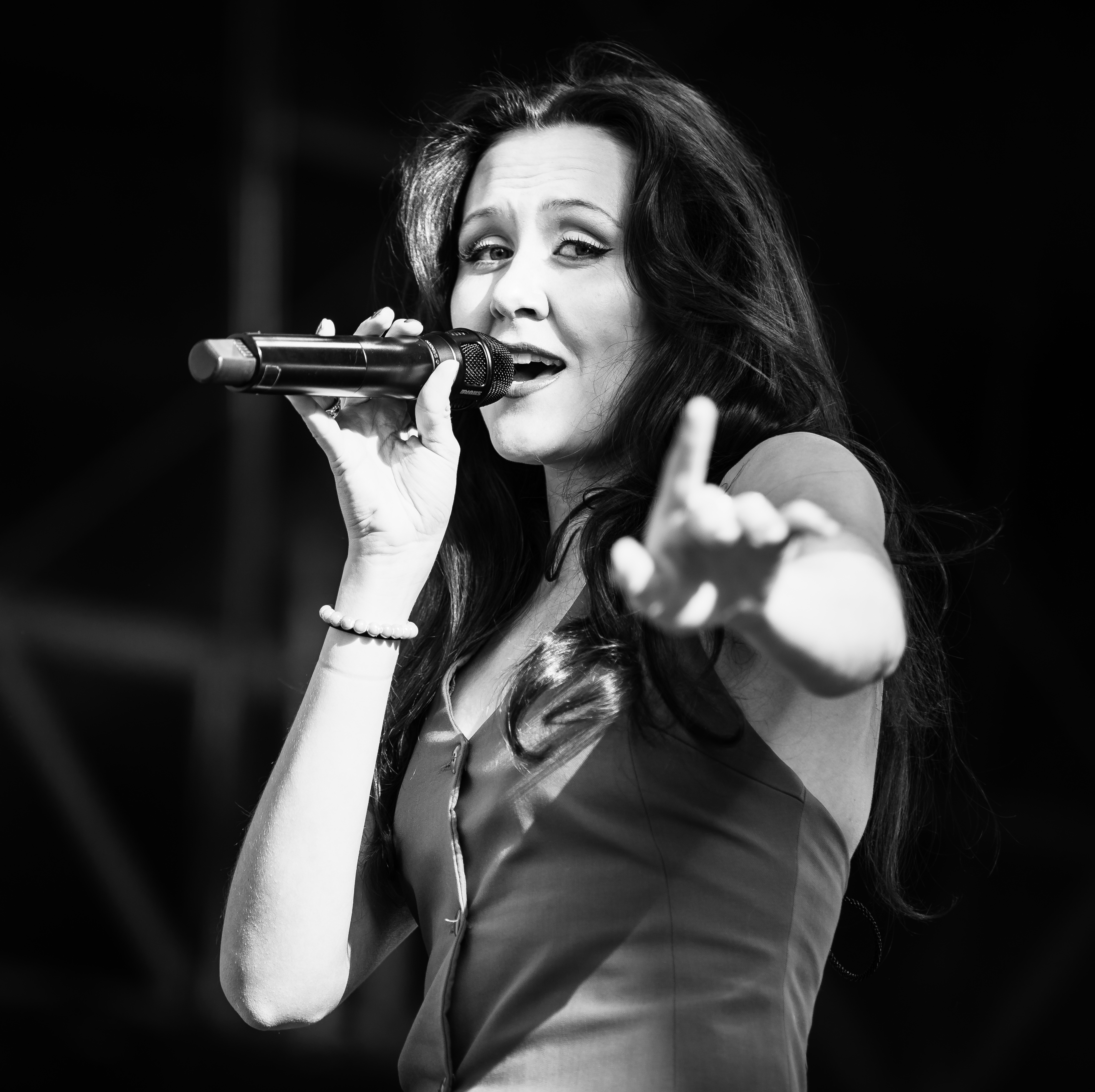
Synne Vo auf der Bühne in Kirketorget, Kongsberg 2024
Foto von Tore Sætre

Synne Vorkinn (* 1998) ist eine norwegische Sängerin und Songwriterin. Sie tritt als Synne Vo auf.

## Leben
Vorkinn stammt aus der Kommune Lesja. Im Jahr 2018 nahm sie an der Castingshow Idol teil. Nach dem Abschluss der weiterführenden Schule besuchte sie den Popmusik-Zweig der Trøndertun folkehøgskole. Anschließend studierte sie ein Jahr lang Musikproduktion in Lillehammer. Nach ihrem Abschluss im Jahr 2020 erhielt sie einen Plattenvertrag bei der Warner Music Norway. Für den Film Børning 3 steuerte sie das englischsprachige Lied Gonna Be Alright bei.
Vorkinn schrieb am Lied How About Mars mit, mit dem die Sängerin Anna Jæger beim Melodi Grand Prix 2020 antrat. Des Weiteren war sie als Songwriterin unter anderem an den Lieden Bare når det regner und Smilet i ditt eget speil beteiligt, die als Singles von Chris Holsten veröffentlicht wurden. Smilet i ditt eget speil wurde bei den beiden norwegischen Musikpreisen P3 Gull und Spellemannprisen bezogen auf das Musikjahr 2021 als „Lied des Jahres“ ausgezeichnet. Bei P3 Gull war sie zudem in der Newcomer-Kategorie nominiert. Mit dem zu Beginn des Jahres 2021 herausgegebenen Lied Ett minutt konnte sie sich 2022 erstmals selbst in den norwegischen Singlecharts platzieren. Das Lied war in der NRK-Serie Rådebank verwendet worden. Beim Musikpreis P3 Gull war sie in den Jahren 2022 und 2023 jeweils in der Kategorie „Künstler des Jahres“ nominiert. Im Jahr 2023 war sie mit ihrem Lied MVH zudem in der Kategorie für das Lied des Jahres nominiert.
Im September 2024 gab Synne Vo mit Kanskje det går te helvete ihr Debütalbum heraus. Im April 2025 folgte das Album Ps. Kanskje det går.

## Stil
Synne Vo singt zumeist in ihrem, aus dem Gudbrandsdalen stammenden, Dialekt. In einer Rezension ihres Debütalbums hieß es im September 2024, dass ihre Musik grundsätzlich der von den norwegischen Popsängerinnen Sigrid, Astrid S, Dagny und Aurora ähnle, sie aber im Gegensatz zu diesen auf Norwegisch singe.

## Auszeichnungen
Spellemannprisen
- 2022: Nominierung in der Kategorie „Songwriter des Jahres“

P3 Gull
- 2021: Nominierung in der Kategorie „Newcomer des Jahres“[13]
- 2022: Nominierung in der Kategorie „Künstler des Jahres“[10]
- 2023: Nominierung in der Kategorie „Künstler des Jahres“[14]
- 2023: Nominierung in der Kategorie „Lied des Jahres“ (für MVH)[15]

## Diskografie

### Alben
| Jahr | Titel                      | Höchstplatzierung, Gesamtwochen, AuszeichnungChartsChartplatzierungen (Jahr, Titel, Platzierungen, Wochen, Auszeichnungen, Anmerkungen) | Anmerkungen                              |
| Jahr | Titel                      | NO | Anmerkungen                              |
| ---- | -------------------------- | --- | ---------------------------------------- |
| 2023 | Kanskje det går te helvete | NO8 (2 Wo.)NO | Erstveröffentlichung: 27. September 2024 |
| 2025 | PS. Kanskje det går        | NO13 (… Wo.)NO | Erstveröffentlichung: 25. April 2025     |

### EPs
- 2023: MVH

### Singles
| Jahr | Titel Album                | Höchstplatzierung, Gesamtwochen, AuszeichnungChartsChartplatzierungen (Jahr, Titel, Album, Platzierungen, Wochen, Auszeichnungen, Anmerkungen) | Anmerkungen                                             |
| Jahr | Titel Album                | NO | Anmerkungen                                             |
| --- | -------------------------- | --- | ------------------------------------------------------- |
| 2021 | Ett minutt –               | NO26 Gold · (3 Wo.)NO | Erstveröffentlichung: 8. Januar 2021                    |
| 2022 | Heime –                    | NO38 (1 Wo.)NO | Erstveröffentlichung: 25. Februar 2022                  |
| 2022 | Lykke te –                 | NO31 (5 Wo.)NO | Erstveröffentlichung: 27. Mai 2022                      |
| 2023 | Ok –                       | NO16 (3 Wo.)NO | Erstveröffentlichung: 19. Mai 2023                      |
| 2025 | Du ska få en dag i mårga – | NO21 (1 Wo.)NO | Erstveröffentlichung: 31. Januar 2025                   |
| 2025 | Her vil e vær –            | NO6 (… Wo.)NO | Erstveröffentlichung: 21. März 2025                     |
| 2025 | Alle vil til himmelen –    | NO3 (… Wo.)NO | Erstveröffentlichung: 30. Mai 2025 mit Emma Steinbakken |
| Folgende Lieder erschienen nicht als Single, wurden aber durch das Album zum Download und Streaming bereitgestellt und konnten somit eine Platzierung erlangen: |                            | |                                                         |
| |                            | |                                                         |
| 2023 | MVH                        | NO13 (6 Wo.)NO |                                                         |
| 2025 | Kanskje det går te helvete | NO50 (1 Wo.)NO |                                                         |

Weitere Singles
- 2018: Lær meg å leve
- 2020: Ikkje tenk på meg
- 2020: Gonna Be Alright
- 2021: De e ok um du glømme me
- 2021: Seksten
- 2021: Spagetti for to
- 2022: St. Hanshaugen
- 2022: Desember